# Аникин, Александр Сергеевич
Алекса́ндр Серге́евич Ани́кин (26 сентября 1917 — 13 декабря 1970) — советский волейболист, тренер и дипломат. Заслуженный мастер спорта СССР (1949). Чрезвычайный и полномочный посол.

## Биография
В 1936—1947 годах выступал за команду «Локомотив» (Москва). В её составе в 1945 году стал серебряным призёром чемпионата СССР.
С 1946 года — на тренерской работе. Старший тренер женской команды «Локомотив» (Москва), чемпиона СССР 1946, 1948—1950, серебряного призёра 1947. Старший тренер женской сборной команды СССР, чемпиона Европы 1949, 1950 годов.
В 1949—1950 годах возглавлял Всесоюзную секцию волейбола.
Окончил Высшую дипломатическую школу МИД СССР. На дипломатической работе с 1946 года.
- В 1946—1951 годах — сотрудник центрального аппарата МИД СССР.
- В 1951—1952 годах — сотрудник посольства СССР в Бельгии.
- В 1952—1956 годах — первый секретарь, советник посольства СССР во Франции.
- С 2 октября 1956 по 6 мая 1959 года — чрезвычайный и полномочный посол СССР в Камбодже.
- В 1959—1960 годах — на ответственной работе в центральном аппарате МИД СССР.
- В 1960—1962 годах — заместитель заведующего Отделом Американских стран МИД СССР.
- В 1962—1965 годах — заместитель заведующего Отделом Стран Латинской Америки МИД СССР.
- С 29 января 1965 по 19 февраля 1968 года — чрезвычайный и полномочный посол СССР в Чили.
- В 1968—1970 годах — на ответственной работе в центральном аппарате МИД СССР.

Автор книг: «История дипломатии» (т.5, кн.1, 1974, соавтор), «Внешняя политика Чили. 1938—1967 гг.» (1974). 
Скончался 13 декабря 1970 года. Похоронен на Новодевичьем кладбище.